# Midwest Division (Ontario Hockey League)
Midwest Division är en av fyra divisioner som utgör den nordamerikanska juniorishockeyligan Ontario Hockey League (OHL). Midwest bildades 1998. Divisionen består av fem lag och fyra lag är från den kanadensiska provinsen Ontario medan ett lag är från den amerikanska delstaten Pennsylvania. Divisionen och West bildar Western Conference. Den regerande divisionsmästaren är London Knights (2012–2013).
Fem lag har vunnit J. Ross Robertson Cup som är OHL:s pokal och det var Kitchener Rangers (Två gånger, 2002–2003 och 2007–2008), Erie Otters (2001–2002), Guelph Storm (2003–2004), London Knights (2004–2005) och Owen Sound Attack (2010–2011). Två lag som har spelat i divisionen har lyckats vinna Canadian Hockey League:s gemensamma pokal Memorial Cup, och det var Kitchener Rangers som vann 2002–2003 och London Knights när Knights var värdlag för 2004–2005 års upplaga av turneringen.

## Lagen
| Ontario Hockey League |                   |                             |                                                |
| Western Conference    |                   |                             |                                                |
| Division              | Lag               | Stad                        | Arena                                          |
| Midwest               | Erie Otters       | Erie, Pennsylvania, USA     | Erie Insurance Arena (6 500)                   |
| Midwest               | Guelph Storm      | Guelph, Ontario, Kanada     | Sleeman Centre (4 715)                         |
| Midwest               | Kitchener Rangers | Kitchener, Ontario, Kanada  | Kitchener Memorial Auditorium Complex (7 234)  |
| Midwest               | London Knights    | London, Ontario, Kanada     | Budweiser Gardens (9 046)                      |
| Midwest               | Owen Sound Attack | Owen Sound, Ontario, Kanada | Harry Lumley Bayshore Community Centre (2 983) |

## Divisionstitlar
| Lag               | Antal | Senaste vinsten |
| ----------------- | ----- | --------------- |
| London Knights    | 8     | 2012–2013       |
| Erie Otters       | 3     | 2001–2002       |
| Kitchener Rangers | 2     | 2007–2008       |
| Guelph Storm      | 1     | 1998–1999       |
| Owen Sound Attack | 1     | 2010–2011       |

## Vinnare av J. Ross Robertson Cup
- Erie Otters – (1) 2001–2002
- Kitchener Rangers – (2) 2002–2003, 2007–2008
- Guelph Storm – (1) 2003–2004
- London Knights – (1) 2004–2005
- Owen Sound Attack – (1) 2010–2011

## Vinnare av Memorial Cup
- Kitchener Rangers – (1) 2002–2003
- London Knights – (1) 2004–2005